# Kameralamt Rot am See
Das Kameralamt Rot am See war eine Einrichtung des Königreichs Württemberg, die im Amtsbezirk Besitz und Einkommen des Staates verwaltete. Es bestand von 1810 bis 1922 in Rot am See. Das Kameralamt wurde im Rahmen der Neuordnung der Staatsfinanzverwaltung im Königreich Württemberg geschaffen.

## Geschichte
Gemäß Verordnung vom 6. Juni 1819 hat das Kameralamt Rot am See: 
- abgetreten an das Kameralamt Crailsheim aus der Schultheisserei Gröningen: Bölgental, Gaismühle, Heinzmühle und Trifftshausen,
- übernommen: vom Kameralamt Künzelsau: Stab Bartenstein mit Bartenstein, Gütbach, Hornungshof, Maisenhof, Reichertswiesen und Klopfhof; Stab Blaufelden: Leutenweiler; Stab Dünsbach: Dünsbach, Morstein, Brachbach; Stab Herrentierbach: Herrentierbach, Alkershausen, Mittelbach und Simmetshausen; Bezirk Langenburg: Langenburg, Binselberg, Hürden, Nesselbach und Söllbot; Stab Oberregenbach: Oberregenbach, Bächlingen und Unterregenbach; Stab Obersteinach: Obersteinach, Sandelsbronn, Altenberg und Niedersteinach; Stab Rappoldshausen: Rappoldshausen, Uzenrat, Billingsbach, Bruchlingen, Ludwigsruhe, Neuhof; Stab Riedbach: Riedbach, Eichholz, Eichwiesen, Heuchlingen und Kottmannsweiler; Stab Schrozberg: Schrozberg, Krailshausen, Kälberbach, Könbronn, Kreuzfeld, Reupoldsrot, Sigisweiler und Zell sowie das Forstrevier Gerabronn des Forstamts Crailsheim.

Gemäß Verordnung vom 28. Februar 1872 betreff der Auflösung des Kameralamts Creglingen umfasste das Kameralamt Rot am See künftig den gesamten Bezirk des Oberamts Gerabronn. Gleichzeitig wurden die Orte Niederstetten, Oberstetten, Spielbach und Wildentierbach mit allen Parzellen übernommen.